# Nitidoguina atroclypeata
Nitidoguina atroclypeata är en insektsart som beskrevs av Young 1986. Nitidoguina atroclypeata ingår i släktet Nitidoguina och familjen dvärgstritar. Inga underarter finns listade i Catalogue of Life.